# Sternohammus strandi
Sternohammus strandi là một loài bọ cánh cứng trong họ Cerambycidae.